# Multiple-input multiple-output
Multiple-input multiple-output (MIMO, česky více vstupů více výstupů) je metoda zvýšení kapacity rádiového přenosu dat pomocí více vysílacích a přijímajících antén pomocí využití vícecestného šíření rádiového signálu na stejném kanálu (frekvenci). Technologie MIMO zvyšuje datovou propustnost při zachování šířky pásma a celkového výdeje vyzařované energie a zefektivňuje tak využití rádiového spektra u systémů jako je Wi-Fi (IEEE 802.11n od roku 2009) nebo mobilní sítě (3G od roku 2000).

## Charakteristika
Rádiová komunikace s využitím MIMO se stalo základním prvkem více nezávislých technologií: Wi-Fi standardu IEEE 802.11n (Wi-Fi 4 z roku 2009) a novějších, HSPA+ (3G), WiMAX a LTE. U předchozí technologie SISO (Single-Input Single-Output, tedy jeden vstup jeden výstup) bylo největším problémem rušení, které bylo způsobeno odrazy rádiem vyslaných signálů od překážek a okolního prostředí, které způsobovaly zvýšení chybovosti, snížení přenosové rychlosti nebo až nemožnost vlastní komunikace (tj. nečitelnost příchozích signálů). U nové technologie MIMO byla vlastnost vícecestného šíření rádiového signálu naopak využita nejen ke zvýšení datové propustnosti, ale i zlepšení dosahu a kvality přijímaného signálu a tím i snížení počtu chyb při přenosu dat.
MIMO využívá více antén na straně vysílače i přijímače pro využití OFDM modulace a to nikoliv k paralelnímu vysílaní dat na odlišných kanálech, ale k formování přenášeného signálu (vysíláním na stejné nebo jen málo odlišné frekvenci). ODFM modulace umožňuje kódovat do zvoleného signálu více informací najednou a následně tak zvýšit nejen datovou propustnost, ale i zachování kvality (resp. čitelnosti) signálu na straně příjemce přes vlivy odrazů i rušení.
Lepších výsledků je u MIMO dosaženo, pokud jsou antény navzájem natočeny o 45° až 90° (kvůli odlišné polarizaci), ale není to podmínkou. Počet antén a jejich orientaci doporučuje výrobce s ohledem na dosažení požadovaných výsledků. Například kvůli úspoře místa jsou v malých USB zařízeních nebo mobilních telefonech antény orientovány shodně, ale jsou alespoň kousek od sebe vzdáleny, přestože jsou uloženy ve stejném pouzdře.
MIMO je odlišné od technik jako je beamforming nebo použití více antén pro zvýšení kvality a spolehlivosti rádiového přenosu (potlačením vícecestného šíření), tzv. antenna diversity. 

## Historie
Počátky MIMO spadají až do roku 1970. V roce 1984 vytvořil Jack Winters z Bellových laboratoří první dokumenty, týkající se rádiové komunikace za použití více antén. Jack Salz, také z Bellových laboratoří, zveřejnil článek týkající se MIMO technologie v roce 1985. Článek byl založen Wintersově výzkumu.
V roce 2007 bylo MIMO implementováno v konfiguraci 3×3 (propustnost až 450 Mbps), standard IEEE 802.11n (Wi-Fi 4) byl vydán v roce 2009.

## Kódování
Vstupně-výstupní vztah v MIMO systémech s {\displaystyle N_{v}} vysílacími anténami a {\displaystyle N_{p}} přijímajícími lze popsat následovně:
{\displaystyle \mathbf {y} =\mathbf {HWx} +\mathbf {n} }, kde {\displaystyle \mathbf {x} } je {\displaystyle N_{s}\times 1} vektor vysílaných znaků, {\displaystyle \mathbf {y} } je {\displaystyle N_{p}\times 1} vektor přijímaných znaků a {\displaystyle \mathbf {n} } je {\displaystyle N_{p}\times 1} vektor přijímaného šumu; {\displaystyle \mathbf {H} } je {\displaystyle N_{p}\times N_{v}} matice koeficientů kanálu a {\displaystyle \mathbf {W} } je {\displaystyle N_{v}\times N_{s}} lineární předkódová matice. Vysílací symboly jsou tedy {\displaystyle N_{s}}-násobně prostorově vynásobené nad MIMO kanálem, jinými slovy, {\displaystyle N_{s}} proudů je vysíláno paralelně, což teoreticky vede k {\displaystyle N_{s}}-násobnému zvýšení prostorové efektivity.
Lineární předkódování implikuje, že předkódová matice {\displaystyle W} je použita k předkódování vektorů symbolů ke zvýšení výkonu. Sloupcová dimenze {\displaystyle N_{s}} matice {\displaystyle W} může být zvolena menší než {\displaystyle N_{v}}, což je užitečné, pokud kanál nemůže přenášet {\displaystyle N_{s}} proudů.